# Ergi
En la llengua nòrdica antiga, el substantiu ergi o regi (i les seues formes adjectivals argr o ragr) signifiquen literalment 'efeminat' i s'aplicava referint-se a la inclinació pel comportament homosexual passiu; juntament amb els seus derivats ergjask ('convertir-se en efeminat'), rassragr (cul ragr); Stroðinn i sorðinn signifiquen 'sexualment utilitzat per un home' i sansorðinn 'confirmat com sexualment utilitzat per un altre home'.
Tot i que no hi ha registres històrics directes sobre personatges homosexuals en l'època vikinga, n'hi ha indicis indirectes de la seua existència, ja que existeixen algunes referències a aquests capteniments en les sagues, mites i legislació.
No hi ha referències sobre lesbianisme. A més a més la forma femenina d'argr, org, no indicava homosexualitat sinó més aviat que la dona era luxuriosa o presumptuosa.

## Context social
En la societat viking, una cultura rural, la necessitat de tenir descendència per assegurar-se el futur feia impossible la convivència exclusivament homosexual, i com en altres societats antigues seria més usual la bisexualitat. Els antics vikings no ho consideraven una cosa dolenta, concretament practicar-la de manera activa, tot i que tampoc estava ben considerada, ja que la paraula ergi s'emprava com a insult. I relacionaven el desig homosexual amb la bruixeria. A més a més, pensaven que un home que se sotmetés sexualment a un altre faria el mateix en altres àrees, seria un seguidor en lloc d'un dirigent, o estaria en un pla inferior a altre. Per això, les objeccions a les relacions homosexuals eren més aviat per afectar l'estatus o la independència més que per qüestions morals. A això s'afegiria la cristianització que en dugué la seua tradicional condemna.
En algunes zones l'homosexualitat es considerava una cosa sagrada, les persones homosexuals eren éssers màgics, dotats de poders sobrenaturals, la proximitat dels quals donava bona sort, ja que contenien les dues essències de l'ésser humà, tant la masculinitat, com la feminitat, tots dos papers en un sol ésser i solien tenir contacte directe amb el déu Sjöfn, que condueix les idees i pensaments humans cap a l'amor, i Bàlder, fill d'Odin, reconegut com a déu de la bellesa i la intel·ligència.
Alguns creuen que hi havia un costum guerrer viking de violar els enemics vençuts com a manera d'humiliació que feia que es tingueren prejudicis cap al paper passiu masculí. Hi ha altres historiadors, però, que consideren que la violació com a manera de revenja no era un costum viking, i si va ocórrer alguna vegada fou un fet aïllat.
Un conegut proverbi viking deia: svá ergisk hverr sem eldisk, "tots es converteixen en ergi quan arriba la vellesa". Això per indicar que tots es tornen febles en fer-se vells. Encara que segons una altra traducció el refrany podria significar que s'acceptava l'homosexualitat una vegada que els homes hagueren format una família i maduraven, és a dir, una vegada que s'havia complert amb l'obligació social d'aportar fills a la comunitat.

## En la religió

### Seiðr
El seitr o seid és la forma de xamanisme nòrdic que incloïa pràctiques de fetilleria i endevinació. En l'època vikinga l'exercici del seiðr era considerat ergi, per això sobretot era practicat per dones anomenades völves, o seiðkones (lit. 'dona del seid'), tot i que també hi havia alguns practicants masculins denominats seiðdt.ðr (lit. 'home del seid'); si a més era considerat homosexual se li denominava seiðskratti ('fetiller').

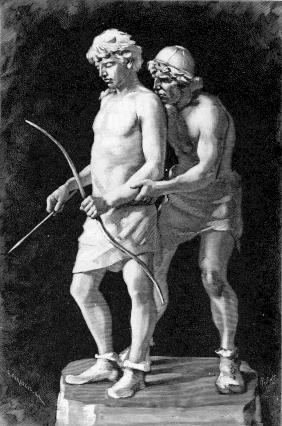
Loki enganyant a Höðr

L'existència d'aquests “sacerdots” homosexuals, sobretot del culte als déus Vanir, sembla confirmada pels cronistes. Saxo Grammaticus esmenta en Gesta Danorum que alguns sacerdots de Freyr presentaven aspecte i posat efeminats. Dumézil dona dades de l'existència d'un grup de sacerdots de Njörðr i Freyr que eren venerats, malgrat participar en actes argr, i que portaven pentinats propis de dones o es vestien com a tals.
La consideració del seiðr com a impropi dels homes era deguda al fet que anava en contra de l'ideal masculí d'honestedat i honor. Es creia que véncer els enemics amb màgia era un acte de covardia. A més certs ritus inclourien sexualitat femenina explícita que en un home implicarien capteniments homosexuals passius.
A més en el folklore germànic hi havia la creença que les desviacions sexuals, especialment el desig homosexual, les causava una força malèfica anomenada nit, produïda per unes criatures mitològiques malvades, nithings, que influïen en la gent amb la màgia seid.

### Mitologia
Loki és representat com un personatge astut i engalipador, que amb els seus enganys unes vegades beneficia i d'altres perjudica els altres déus, i és clarament bisexual. En Gylfaginning es descriu una de les seues malifetes en què es converteix en egua i manté una relació sexual amb Svatilfari, el cavall del gegant que estava construint les muralles d'Asgard; interromp així el seu treball per no haver de pagar-li. En l'acte engendraria a Sleipnir, el cavall de vuit potes amb què obsequia a Odin. El terme “egua” era una forma indirecta utilitzada per anomenar despectivament un home homosexual passiu.
En Lokasenna el mateix Odin, rei dels déus, és acusat per Loki de ser ergi per practicar la màgia femenina, seiðr, amb la dea Freia.

## En les sagues
En els relats èpics de les sagues s'esmenten pràctiques homosexuals d'alguns herois com Helgi Hundingsbane de la Saga Volsunga i Helgakvita Hundingsbana I i II', o Grettir de la Saga Grettla; es diu d'aquest darrer, en el poema Grettisfaersla, que ha tingut relacions sexuals amb "donzelles i vídues, les esposes de tot el món, els fills dels agricultors, deans i cortesans, abats i abadesses, vaques i vedells, en realitat amb quasi totes les criatures vivents”.
En la Saga Sturlunga Gudmund rapta un home i la seua esposa i planeja violar tant la dona com l'home com un mitjà d'humiliació.
En el manuscrit de sagues Mötruvallabók del s. XIV s'esmenta el terme argaskattr ('pagament a un argr'), que sembla implicar prostitució masculina.

## En les lleis
En la legislació precristiana no hi ha cap llei que prohibisca o permeta l'homosexualitat, però s'esmenta indirectament moltes voltes en les lleis contra ofenses i insults. Per exemple en el codi Grágás es diu:
Hi ha tres termes greus quan es diu efeminat que donen lloc a una demanda quan es diuen a un home, o si és usat sexualment per un altre home, llavors el perjudicat pot iniciar una demanda per abús, i fins i tot té la possibilitat de venjar-se en combat per aquestes paraules contra ell.
També s'esmenta que els que intentaven evitar el matrimoni eren penalitzats per la llei. Un home que rebutjara el matrimoni era denominat fuðflogi (lit. 'el que fuig de la vagina'), mentre que una dona que evitara el matrimoni era flannfluga (lit. 'la que fuig del penis').